# Nicky Hilton
Nicholai Olivia Hilton (Nueva York, 5 de octubre de 1983), más conocida como Nicky Hilton, es una modelo estadounidense; bisnieta de Conrad Hilton (fundador de Hilton Hotels & Resorts) y hermana de Paris Hilton.

## Primeros años
Hilton nació en Nueva York, y creció en Los Ángeles. Su padre es Richard Hilton, un hombre de negocios, y su madre es Kathy Hilton (de soltera Avanzino), una socialité y actriz. Creció con tres hermanos: Paris Hilton, Barron Nicholas Hilton II, y Conrad Hughes Hilton III. Asistió al Convento del Sagrado Corazón en 2001, donde estudió con la cantautora y compositora Lady Gaga.

## Carrera

### Diseñadora de modas
En 2004, Hilton lanzó su propia línea de ropa. También diseñó una línea de bolsos para la compañía japonesa Samantha Thavasa.
En 2007, comenzó su segundo línea dirigida al público más maduro, llamada Nicholai, que tuvo su debut de moda en el show de primavera/verano de 2008 el 9 de septiembre de 2007 en Nueva York, durante la Semana Mercedes-Benz Fashion.

### Modelaje
En 2005, Hilton, junto a Kimberley Stewart, fue el rostro de la línea de ropa interior australiana Antz Pantz. Stewart sigue contratada, sin embargo, Hilton ha sido reemplazada por la modelo Megan Maitland. Alrededor de ese tiempo, Hilton modeló para la portada de la revista Lucire para las ediciones de Nueva Zelanda y de Rumania.

### Otras empresas
En 2006, entró a una asociación para abrir dos Hoteles Nicky O, el primero en Miami y el segundo en Chicago. El 12 de febrero de 2007, Hilton fue demandada por incumplimiento de contrato por parte de sus socios.
El 21 de septiembre de 2010, Nicky y su hermana Paris Hilton fueron detenidas por oficiales de inmigración en el Aeropuerto Internacional de Narita, Japón, debido a la convicción de Paris por posesión de drogas un día anterior; bajo las leyes estrictas de drogas en Japón, todas las personas sentenciadas por un delito de drogas, en general se le rechaza la entrada al país. Las Hilton iban a aparecer en una conferencia de prensa en Tokio el 22 de septiembre para promocionar las líneas de moda y fragancias de Paris Hilton con su hermana Nicky. De acuerdo a los publicistas, la oficina de inmigración del Aeropuerto cuestionó a Hilton "durante horas". Paris y Nicky fueron obligadas a quedarse cerca del aeropuerto en un hotel mientras los oficiales determinarían que hacer el 22 de septiembre. Es poco probable que las Hilton puedan continuar su gira promocional Asiática, ya que irían a países como Indonesia y Malasia, con leyes más estrictas contra las drogas que Japón.

## Vida personal

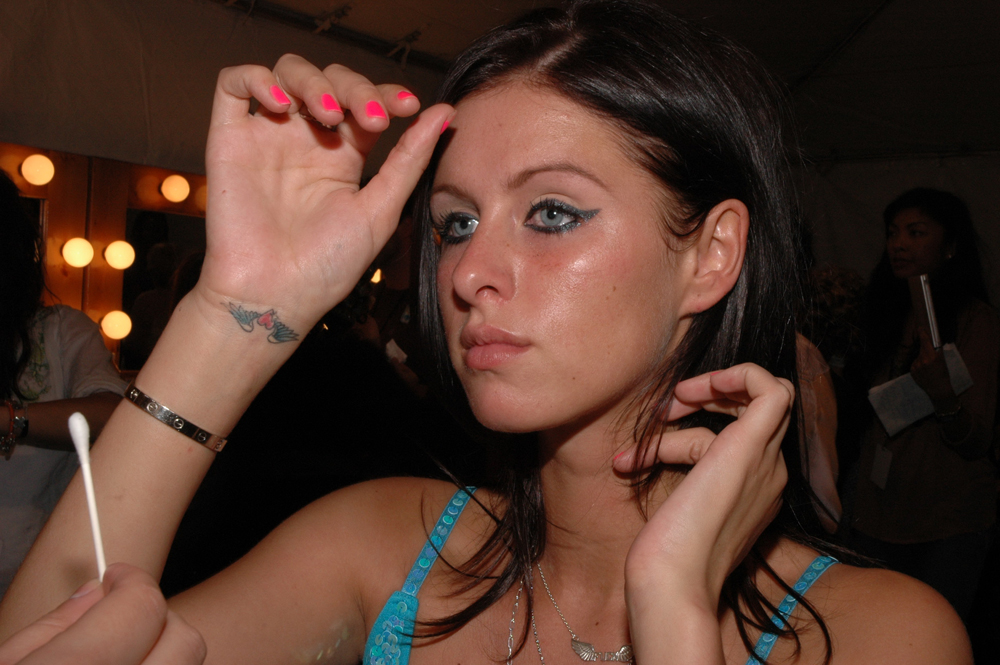
Modelo y socialité Nicky Hilton, una de las herederas de la fortuna del hotel Hilton.

En 2004, Hilton se casó con el empresario Todd Andrew Meister en la Capilla de Bodas de Las Vegas. El matrimonio fue anulado poco después. Hilton salió con Kevin Connolly de manera intermitente entre 2004 y 2006. También salió con el actor/modelo Ian Somerhalder. Posteriormente salió con David Katzenberg (hijo del cofundador de DreamWorks Jeffrey Katzenberg), de quien se separó en 2011.
En el 2011 inició una relación con el banquero James Rothschild con quien se comprometió en agosto de 2014 en Italia.
Ambos contrajeron matrimonio en julio de 2015 en una ceremonia celebrada en el Palacio de Kensington de Londres.
En enero de 2016 la pareja anuncia que están esperando a su primer hijo en común. El 8 de julio de 2016 James y Nicky se convirtieron en padres de una niña a la que llamaron Lily-Grace Victoria Rothschild. El 20 de diciembre de 2017 nació su segunda hija, Teddy Marilyn Rothschild. En enero de 2022 se anunció que estaba embarazada por tercera vez. En julio de ese año se hizo público el nacimiento de su hijo, Chasen.